# EA-4352
EA-4352是一种 有机磷酸酯 神经毒剂 ，属于 G类。 它的结构类似于塔崩，不过乙基变成了异丙基。
它的气相色谱及傅里叶变换红外光谱已有研究。